# E803号線
E803号線 (E803ごうせん、英: European route E803) はスペインにあり、サラマンカ – セビリアを結ぶ、欧州自動車道路のBクラス幹線道路。

## 経路
- スペイン
  - E80号線 – サラマンカ
  - E90号線 – メリダ
  - E01号線,E05号線 – セビリア